# Remember Us to Life
Remember Us to Life è il settimo album in studio della cantautrice statunitense di origine russa Regina Spektor, pubblicato nel 2016.

## Tracce
1. Bleeding Heart – 3:58
2. Older and Taller – 3:56
3. Grand Hotel – 3:04
4. Small Bill$ – 3:33
5. Black and White – 3:49
6. The Light – 4:56
7. The Trapper and the Furrier – 4:24
8. Tornadoland – 3:48
9. Obsolete – 6:37
10. Sellers of Flowers – 4:00
11. The Visit – 4:24

Tracce aggiuntive - Edizione Deluxe
1. New Year – 5:28
2. The One Who Stayed and the One Who Left – 4:58
3. End of Thought – 3:19